# The Gazette (band)
 For alternative betydninger, se The Gazette. (Se også artikler, som begynder med The Gazette)
The GazettE (ガゼット Gazetto) er et japansk visual kei alternative metalband dannet tidligt i 2002. Bandet tilhøre i øjeblikket Sony Music Japan's VVV Records. The GazettE er en af de mest populære bands i Japan, og har fået en stor international fanskare. 

## Biografi
2002 – Udvikling og tidligere karriere
Bandet begyndte med Ruki (vokal), Reita (bas) og Uruha (guitar). Efter at have været med i flere visuelle bands, besluttede de, at The GazettE skulle være deres sidste band. De fik Aoi (guitar) og Yune (Trommer) med i bandet, de havde lige forladt det visuelle band Artia. I Januar 2002 blev The GazettE skabt. 
Oprindeligt havde de skrevet kontakt med pladeselskabet Matina, og derfra udkom deres første single Wakaremichi. Deres første musikvideo udkom den 30. april 2002. I juni genudgav de deres single "Wakaremichi". I september udkom "Kichiku Kyoushi (32sai Dokushin) no Nousatsu Kouza" og deres anden PV. I oktober spillede de deres første solo live. I julen udkom deres "The 5-song Compilation Moon og sangen "Yougenkyou".
2003 – Ny trommeslager og Cockayne Soup
Tidligt i 2003 forlod Yune bandet og blev erstattet af Kai. Kort tid efter, skrev The GazettE kontrakt med PS Company label Og i maj udkom deres første EP, Cockayne Soup. De startede deres første turné med bandet Hanamuke, Under turen arbejde de to bands sammen med at lave to sange.
Anden tur var sammen med bandet Vidoll. De to bands blev vist sammen I November i issue of Cure, et blad, der kun fokusere på Visual Kei bands.
Tidligt i december spillede de sammen med Deadman. På d. 28 december, spillede de på Fool's Mate magazine's Beauti-fool's Fest. Derefter blev deres show udgivet på dvd. 

## Medlemmer
- Ruki (ルキ) – sang
- Uruha (麗) – guitar
- Aoi (葵) – guitar
- Reita (れいた) – bas
- Kai (戒) – trommer

### Tidligere medlemmer
- Yune – trommer